# Charles de Bernard
Charles de Bernard, egentligen Pierre-Marie-Charles de Bernard du Grail de la Villette, född 24 februari 1804 och död 6 mars 1850, var en fransk romanförfattare.
Bernard uppträdde vid sidan av Honoré de Balzac som företrädare för en måttfull realism i Gerfaut (1838), och Un homme sérieux (1843).